# 鈴木勝丸
鈴木 勝丸（すずき かつまる、1904年2月25日 - 1986年8月7日）は、街頭紙芝居の説明者・原作者。阪神画劇社の経営者。「勝丸調」と呼ばれる語り口を生み出し、他の説明者に大きな影響を与えた。

## 経歴
東京・神田龍閑町に生まれる。本名は鈴木嘉兵衛。
大工をへて、関東大震災後の不況時の1927年、「立絵」紙芝居の「島廼家（しまのや）」の二代目だった戸川政之助に入門。のち、三代目として、島廼家勝丸とも名乗り、当時隆盛しはじめた「平絵」紙芝居の世界で活躍を始める。鈴木勝丸、島廼家勝丸双方の名前で、紙芝居・おとぎ話などのSPレコード多数の吹き込みを行い、「勝丸調」という語り口を確立。寄席芸人とも交際があり、新作落語を演じたこともあった。
1937年には、紙芝居会関係者が集合した組織「大日本画劇株式会社」に説明者として参加。1938年には「大日本画劇株式会社」及び「大日本画劇協会」主催の紙芝居コンクールで、山川惣治作の「勇犬軍人号」を説明して優勝。
だが、戦況が厳しくなると紙芝居は衰退し、勝丸も徴用されて紙芝居は休業となる。
戦後はカツギ屋を経て、帝都座名人会に新講談で出演。1945年11月に、相馬泰三、加太こうじらと、紙芝居復興をめざして「ともだち会」を結成。翌1946年1月、加太作の戦後初の新作紙芝居「黄金バット・ナゾー編」を説明する。だが、芸人肌の勝丸は説明者の生活に困窮して、北海道の炭鉱に行った後、1948年に妻の実家がある神戸に移る。
その地で東京の紙芝居会社の支社をしていたが、後に自身の紙芝居会社「阪神画劇社」を設立。だが経営にいきづまり、1950年10月に東京・高尾山で自殺未遂。その勝丸を援助しようと、加太こうじが神戸に来訪。また、1950年から1951年にかけて、神戸で貸アパート経営をしていた後の漫画家水木しげるを発掘し、加太の指導も加えて紙芝居作者に育てあげ「阪神画劇社」の主作者とする。現在、勝丸がもっともよく知られているのは、この水木しげるの紙芝居の説明者としてであり、水木の自伝的作品にも実名で登場している。水木の紙芝居での代表作で後に漫画化される『墓場鬼太郎』についても、勝丸が戦前の伊藤正美の紙芝居作品『ハカバキタロー』の粗筋を水木に示唆したことによる。加太こうじは著書『紙芝居昭和史』において「水木の今日あるのは鈴木の異常ともいえる紙芝居作りに対する熱情が大きな原因となっている。」と述べている。
やがてテレビの普及や交通事情の変化等により紙芝居は急速に衰退し、1957年に水木は紙芝居描きを廃業して上京し貸本漫画家となる。勝丸も困窮して神戸を逃れて上京。のちに紙芝居を廃業し、出版関係の画家集団の事務職となる。
1970年以降は引退し、「懐かしの紙芝居語りの名人」としてテレビ出演やレコード吹込等を行った。没年は1986年、埼玉県庄和町（当時、現春日部市）の長男宅にて亡くなった。遺品の一部は庄和町（当時）に寄付されたが、現在は所在不明。

## エピソード
- 紙芝居に対してストイックで、実演中に飴を買おうとした子供を追い払うほどだった。加太こうじは「鈴木勝丸は芸人だったが商売人ではなかった」と書いている。
- 「水木通り」に住んでいた武良茂（水木しげるの本名）を、勝丸がなぜか「水木さん」と呼び続け、何度「いえ、水木ではなく武良です」と否定しても一向に改めないので、紙芝居作家となるにあたりペンネームを「水木しげる」にしたという。つまり勝丸は「水木しげる」のペンネームの命名者である。
- NHKの2010年のテレビドラマ『ゲゲゲの女房』に登場した紙芝居語り「杉浦音松（演・上條恒彦）」は勝丸がモデルである。